# Підлубівська сільська рада
Підлубівська сільська рада (іноді — Підлубецька сільська рада) — колишня адміністративно-територіальна одиниця та орган місцевого самоврядування у Ємільчинському районі Коростенської і Волинської округ, Київської й Житомирської областей Української РСР з адміністративним центром у с. Підлуби.

## Населені пункти
Сільській раді були підпорядковані населені пункти:
- с. Підлуби
- с. Нитине

## Населення
Кількість населення ради станом на 1923 рік становила 2 913 осіб, кількість дворів — 570.
Кількість населення сільської ради, станом на 1924 рік, становила 3 217 осіб.
Відповідно до результатів перепису населення СРСР, кількість населення ради, станом на 12 січня 1989 року, становила 2 148 осіб.
Станом на 5 грудня 2001 року, відповідно до перепису населення України, кількість мешканців сільської ради становила 1 649 осіб.

## Склад ради
Рада складалась з 16 депутатів та голови.

### Керівний склад сільської ради
| ПІБ                        | Основні відомості                                                                                     | Дата обрання | Дата звільнення |
| -------------------------- | --- | ------------ | --------------- |
| Жайворон Віктор Михайлович | Сільський голова, 1954 року народження, освіта, член Соціал-демократичної партії України (об'єднаної) | 26.03.2006   | 12.12.2006      |
| Лашевич Сергій Казимирович | Сільський голова, 1965 року народження, освіта                                                        | 22.04.2007   | 31.10.2010      |
| Лашевич Сергій Казимирович | Сільський голова, 1965 року народження, освіта вища                                                   | 31.10.2010   |                 |

Примітка: таблиця складена за даними джерела

## Історія
Створена 1923 року в складі сіл Підлуби, Рудня-Підлубецька та слободи Софіївка Емільчинської волості Новоград-Волинського повіту Волинської губернії. 7 березня 1923 року включена до складу новоствореного Емільчинського (згодом — Ємільчинський) району Коростенської округи. Станом на 17 грудня 1926 року у підпорядкуванні ради значилося урочище Перехрестя. На 1 жовтня 1941 року слоб. Софіївка та ур. Перехрестя не значилися на обліку населених пунктів. У 1946 році с. Рудня-Підлубецька підпорядковане Ємільчинській сільській раді Ємільчинського району.
Станом на 1 вересня 1946 року сільська рада входила до складу Ємільчинського району Житомирської області, на обліку в раді перебували с. Підлуби та хутір Межирічка.
11 серпня 1954 року, відповідно до указу Президії Верховної ради Української РСР «Про укрупнення сільських рад по Житомирській області», підпорядковано с. Нитине ліквідованої Нитинської сільської ради Ємільчинського району. 29 вересня 1960 року, відповідно до рішення Житомирського облвиконкому № 985 «Про вилучення з обліку населених пунктів в районах області», х. Межирічка знятий з обліку населених пунктів.
На 1 січня 1972 року сільська рада входила до складу Ємільчинського району Житомирської області, на обліку в раді перебували села Нитине та Підлуби.
Ліквідована 14 листопада 2017 року через об'єднання до складу Ємільчинської селищної територіальної громади Ємільчинського району Житомирської області.